# Tumut-Wasserkraftwerk

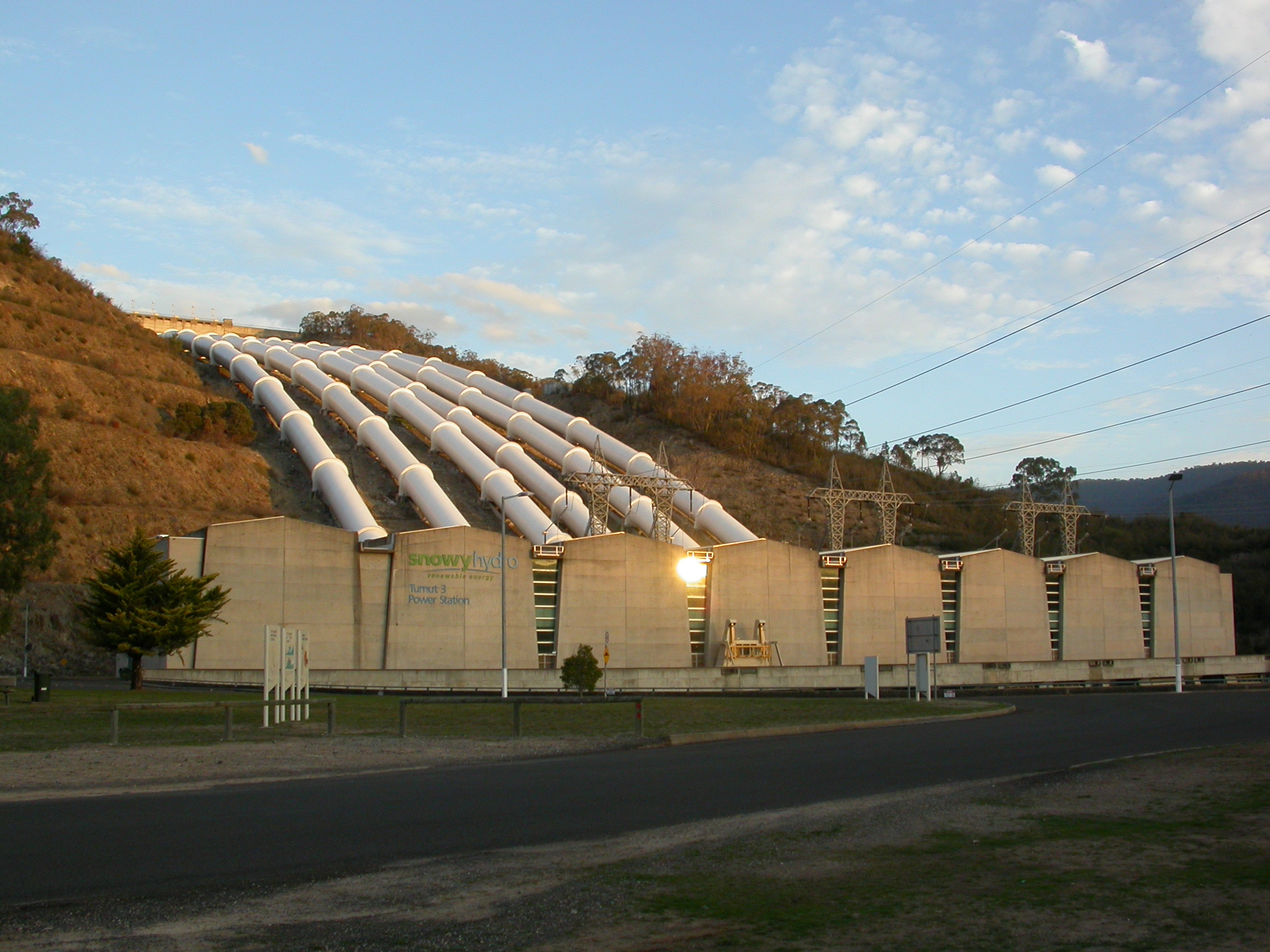
Tumut 3 Power Station

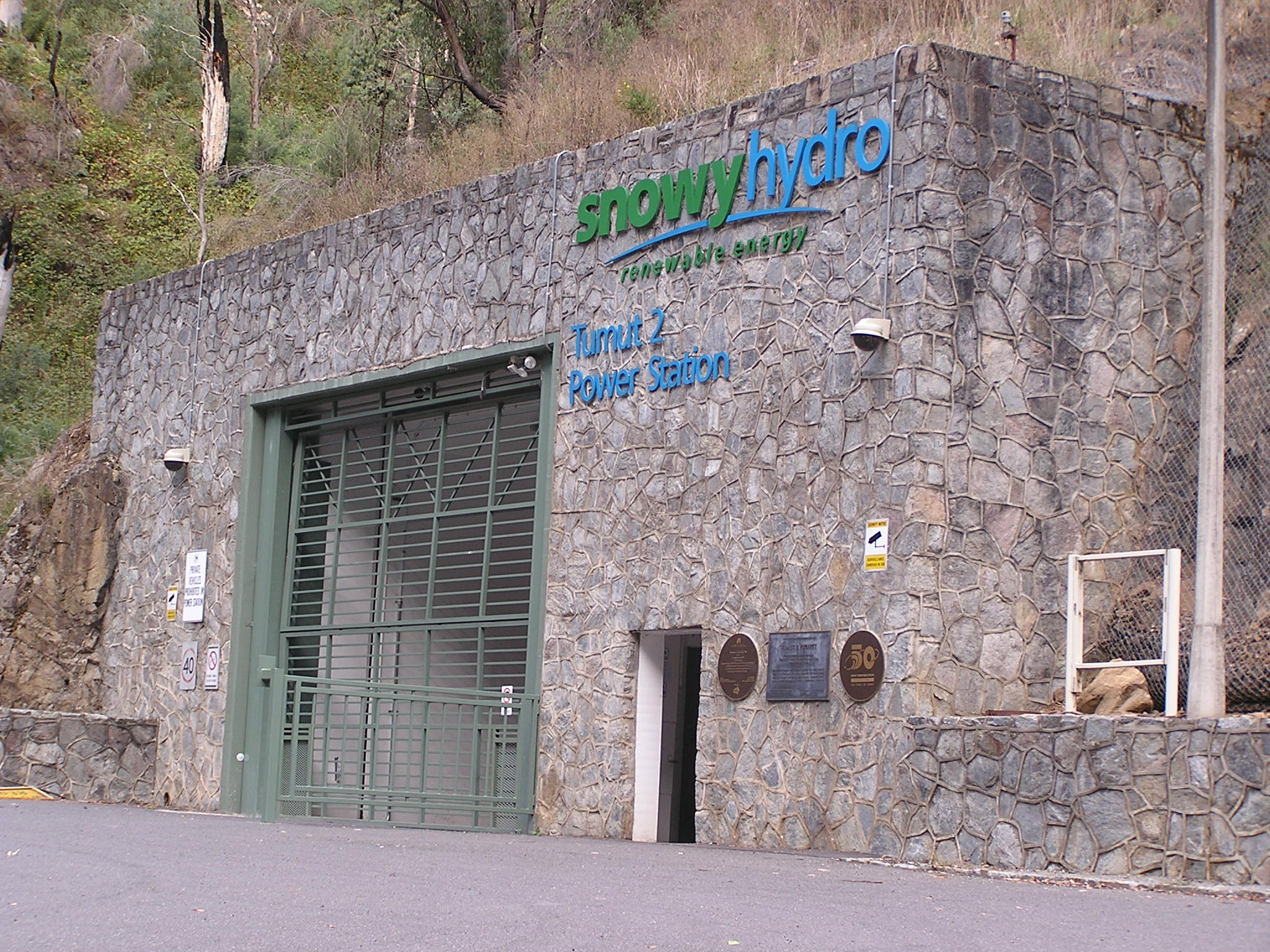
Tumut 2 Power Station

Die Tumut-Wasserkraftwerke befinden sich in einer der größten Wasser-Stauanlagen der Erde, dem Snowy-Mountains-System. Die drei Wasserkraftwerke werden Tumut 1, 2 und 3 Power Station genannt. Es handelt sich um drei von insgesamt sieben Wasserkraftwerken. Die drei Tumut-Wasserkraftwerke liegen am Tumut River in New South Wales, Australien.

## Stationen

### Tumut-1-Wasserkraftwerk
Das Tumut 1 genannte Wasserkraftwerk hat vier Turbinen zur Erzeugung von elektrischer Energie mit einer Leistung von 329,6 Megawatt. Die Station wurde im Jahre 1959 in Betrieb genommen und hat 292,6 Meter Fallhöhe. Die englische Queen besuchte das Bauwerk im Jahre 1963.

### Tumut-2-Wasserkraftwerk
Das Tumut 2 genannte Wasserkraftwerk wurde 1962 fertiggestellt, hat ebenso vier Turbinen und eine Leistung von 286,4 Megawatt.

### Tumut-3-Wasserkraftwerk
Tumut 3 hat sechs Turbinen mit einer Leistung von 1500 Megawatt und ist das leistungsstärkste. Dieses Wasserkraftwerk wurde 1973 fertiggestellt und ist in der Lage, als Pumpspeicherkraftwerk zu arbeiten. Im Juli 2009 wurde dieses Wasserkraftwerk erneuert und war zeitweise außer Betrieb.